# René Pottier
René Pottier (Moret-sur-Loing, 5 juni 1879 - Levallois-Perret, 25 januari 1907) geldt als de eerste klimmer in de geschiedenis van de Tour de France. Hij werd in 1904 professional; op dat moment stonden er al een overwinning in Parijs-Roubaix en een aanval op het werelduurrecord op zijn naam.
Pottier deed in 1905 voor het eerst mee met de Tour de France (zie Ronde van Frankrijk 1905). Dat jaar, in de derde Tour, waren er voor het eerst serieuze beklimmingen opgenomen in het parcours. Pottier viel aan in de tweede etappe op de hoogste berg van dat jaar, de Ballon d'Alsace (1247 m). Hij werd tweede in de etappe en leider in het algemeen klassement. Vanwege een botsing met een fan, waarbij hij zijn enkel verstuikte moest hij echter de volgende etappe opgeven.
In 1906 was hij terug in de Tour (zie Ronde van Frankrijk 1906). In de etappe naar Nancy was Pottier zo sterk dat hij er na 5 lekke banden (het strooien van spijkers op de weg door fans en toeschouwers was toentertijd veelvoorkomend) en 25 km op de velg rijden niet alleen in slaagde het halve uur goed te maken dat hem van de koplopers scheidde, maar zelfs de etappe nog won. Op de Ballon d'Alsace viel hij opnieuw aan, en won opnieuw de etappe. Zijn overmacht in de bergen was zo groot dat hij in de etappe naar Nice rustig een wijntje ging drinken in een café en wachtte op zijn achtervolgers, die al op een uur achterstand zaten. Dankzij zijn klimcapaciteiten won hij gemakkelijk in deze Tour, die duidelijk meer beklimmingen had dan de vorige.
Een half jaar later, in januari 1907, was Pottier echter zo ontgoocheld toen zijn geliefde aan een andere man de voorkeur gaf, dat hij zelfmoord pleegde door ophanging. Een jaar later werd op de Ballon d'Alsace een monument voor hem opgericht.

## Overwinningen en ereplaatsen
- Parijs-Roubaix: 2e (1905), 3e (1906), winnaar bij de amateurs (1903)
- Bordeaux-Parijs: 2e (1905)
- Tour de France: winnaar (1906), 5 etappe-overwinningen (1906)

## Resultaten in voornaamste wedstrijden
| Jaar | Ronde van Italië | Ronde van Frankrijk | Ronde van Spanje |
| ---- | ---------------- | ------------------- | ---------------- |
| 1905 |                  | opgave              |                  |
| 1906 |                  | ↑ (5)               |                  |

| Jaar | Parijs-Roubaix |
| ---- | -------------- |
| 1905 | ↑              |
| 1906 | ↑              |